# Holger Glandorf
Holger Glandorf (* 30. März 1983 in Osnabrück) ist ein ehemaliger deutscher Handballspieler und heutiger -funktionär, der seit Juli 2022 Geschäftsführer der SG Flensburg-Handewitt ist, für die er schon als aktiver Spieler in der ersten Handball-Bundesliga im rechten Rückraum spielte. Glandorf erzielte die meisten Feldtore in der Bundesliga-Geschichte.

## Karriere

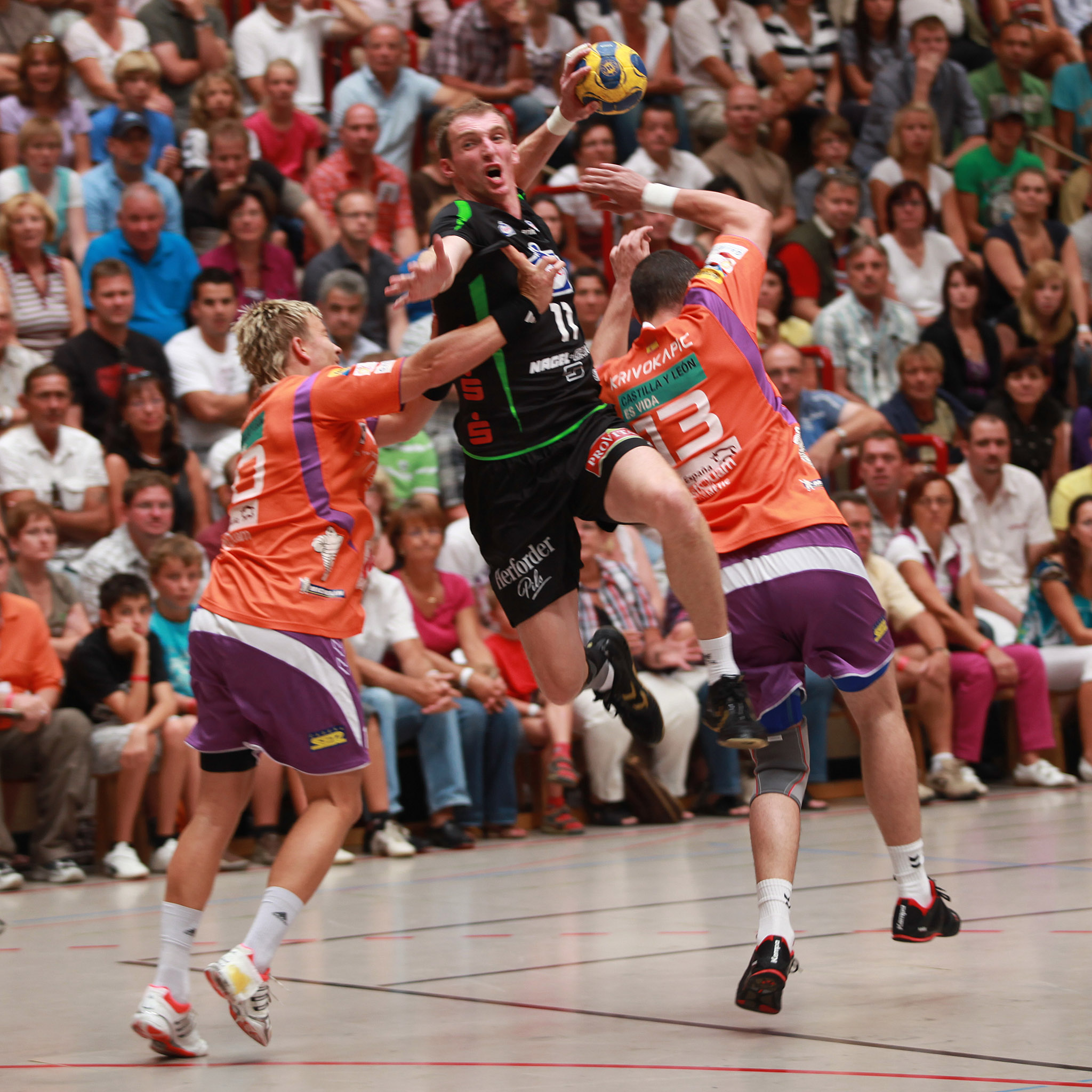
Holger Glandorf

### Verein
Der mit einer Körpergröße von 1,97 m und einem Körpergewicht von 88 kg im Vergleich zu anderen Handballspielern relativ leichte Glandorf spielte ab 2001 bei der HSG Nordhorn in der Bundesliga. Mit Nordhorn wurde er 2002 Vizemeister, nahm 2005 und 2008 am Final Four des DHB-Pokals teil und gewann 2008 den EHF-Pokal. Am 14. Februar 2009 gab der TBV Lemgo die sofortige Verpflichtung von Holger Glandorf bekannt. Er wechselte nach fast zehn Jahren in Nordhorn zu den Lippern, nachdem die HSG Nordhorn bekanntgegeben hatte, am 16. Februar 2009 beim Amtsgericht Nordhorn Insolvenz anzumelden. Mit Lemgo gewann er 2010 erneut den EHF-Pokal. Ab der Saison 2011/2012 stand Glandorf bei der SG Flensburg-Handewitt unter Vertrag, mit der er 2012 den Europapokal der Pokalsieger und 2014 die EHF Champions League gewann. Am 20. Dezember 2014 zog sich Glandorf beim 26:22-Heimsieg im Landesderby gegen den THW Kiel einen Achillessehnenriss zu und fiel langfristig aus. Nach der Saison 2019/20 beendete Glandorf seine Karriere und wechselte in die Geschäftsstelle der SG Flensburg-Handewitt.

### Nationalmannschaft
Am 4. Januar 2003 gab Holger Glandorf in Stuttgart im Spiel gegen Ungarn sein Länderspieldebüt für die deutsche Nationalmannschaft. Seinen größten Erfolg stellt der Gewinn der Weltmeisterschaft 2007 in Deutschland dar. Für diesen Triumph wurde er mit dem Silbernen Lorbeerblatt ausgezeichnet. Bei der Handball-Europameisterschaft 2008 war er mit 36 Toren bester Torschütze der deutschen Mannschaft. Am 1. September 2014 erklärte Glandorf seinen Rücktritt aus der Nationalmannschaft, gab jedoch am 9. Januar 2017 in einem WM-Vorbereitungsspiel gegen Österreich sein Nationalmannschafts-Comeback. Bei der WM in Frankreich wurde er vor dem letzten Gruppenspiel für den DHB-Kader nachnominiert, allerdings war die Rückkehr nach der Niederlage im Achtelfinale schon wieder beendet.
Er bestritt 170 Länderspiele, in denen er 583 Tore erzielte.

## Nach der aktiven Karriere
Glandorf ist seit 1. Juli 2022 Geschäftsführer der SG Flensburg-Handewitt. Er trat die Nachfolge von Dierk Schmäschke an.

## Sonstiges
Glandorf ist zwar im Handball Linkshänder, schreibt aber mit der rechten Hand. Der gelernte Speditionskaufmann heiratete Anfang 2008 seine langjährige Freundin Christin im alten Rathaus in Neuenhaus. Das Paar hat zwei Söhne.

## Erfolge
Vereinsebene:

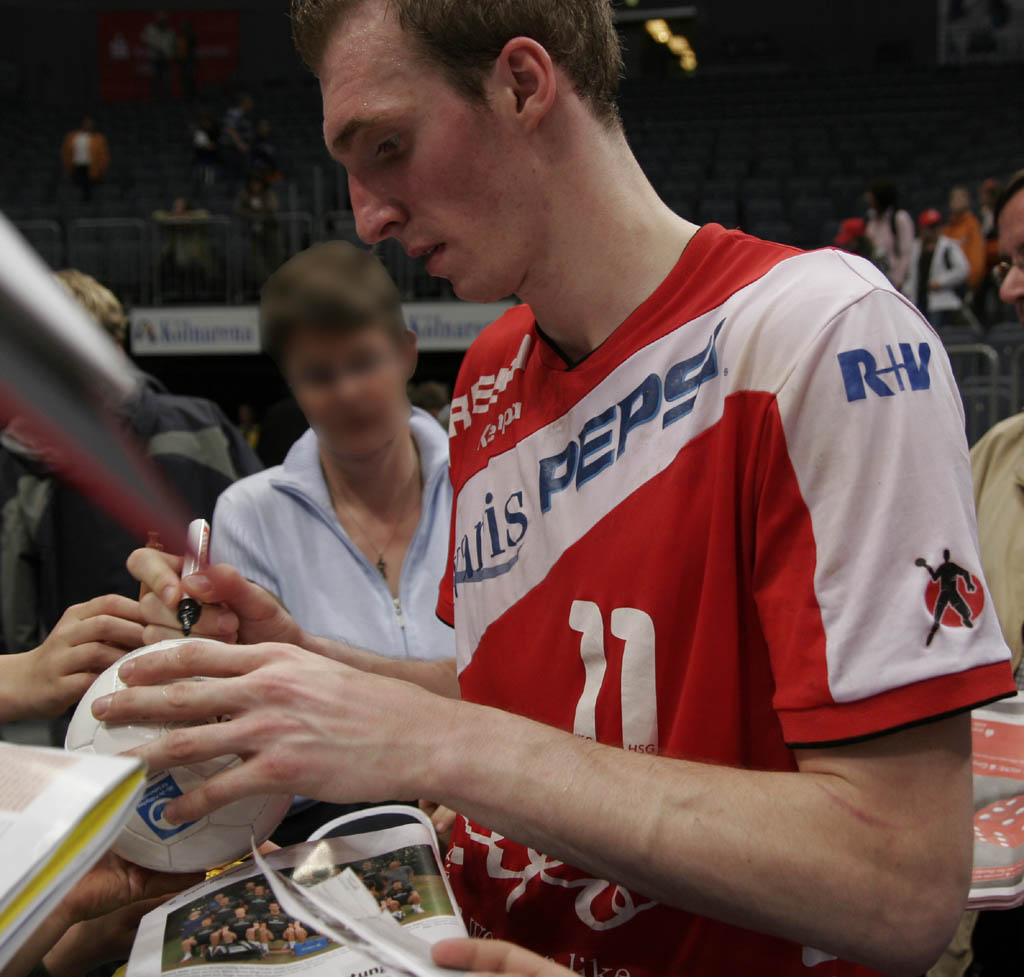
Holger Glandorf unterschreibt mit der rechten Hand

- DHB-Pokalsieger 2015 mit der SG Flensburg-Handewitt
- Champions-League-Sieger 2014 mit der SG Flensburg-Handewitt
- Europapokalsieger der Pokalsieger 2012 mit der SG Flensburg-Handewitt
- EHF-Pokalsieger 2008 mit der HSG Nordhorn und 2010 mit dem TBV Lemgo
- Deutscher Meister 2018 und 2019 mit der SG Flensburg-Handewitt
- Deutscher Vizemeister 2002 mit der HSG Nordhorn, 2012 und 2013 mit der SG Flensburg-Handewitt
- DHB-Supercup-Sieger 2013 mit der SG Flensburg-Handewitt

Nationalmannschaft:
- Weltmeister 2007 in Deutschland
- 4. Platz bei der Europameisterschaft 2008 in Norwegen
- 5. Platz bei der Weltmeisterschaft 2009 in Kroatien

## Bundesligabilanz
| Saison    | Verein                 | Spielklasse | Spiele | Tore | 7-Meter | Feldtore |
| --------- | ---------------------- | ----------- | ------ | ---- | ------- | -------- |
| 2001/02   | HSG Nordhorn           | Bundesliga  | 3      | –    | –       | –        |
| 2002/03   | HSG Nordhorn           | Bundesliga  | 33     | 61   | –       | 61       |
| 2003/04   | HSG Nordhorn           | Bundesliga  | 34     | 181  | –       | 181      |
| 2004/05   | HSG Nordhorn           | Bundesliga  | 30     | 179  | –       | 179      |
| 2005/06   | HSG Nordhorn           | Bundesliga  | 24     | 132  | –       | 132      |
| 2006/07   | HSG Nordhorn           | Bundesliga  | 31     | 216  | 11      | 205      |
| 2007/08   | HSG Nordhorn           | Bundesliga  | 34     | 201  | 11      | 190      |
| 2008/09   | HSG Nordhorn           | Bundesliga  | 20     | 113  | 1       | 112      |
| 2008/09   | TBV Lemgo              | Bundesliga  | 11     | 53   | –       | 53       |
| 2009/10   | TBV Lemgo              | Bundesliga  | 34     | 131  | –       | 131      |
| 2010/11   | TBV Lemgo              | Bundesliga  | 28     | 104  | –       | 104      |
| 2011/12   | SG Flensburg-Handewitt | Bundesliga  | 26     | 141  | –       | 141      |
| 2012/13   | SG Flensburg-Handewitt | Bundesliga  | 34     | 189  | –       | 189      |
| 2013/14   | SG Flensburg-Handewitt | Bundesliga  | 31     | 109  | –       | 109      |
| 2014/15   | SG Flensburg-Handewitt | Bundesliga  | 19     | 99   | –       | 99       |
| 2015/16   | SG Flensburg-Handewitt | Bundesliga  | 32     | 140  | –       | 140      |
| 2016/17   | SG Flensburg-Handewitt | Bundesliga  | 27     | 112  | –       | 112      |
| 2017/18   | SG Flensburg-Handewitt | Bundesliga  | 34     | 156  | –       | 156      |
| 2018/19   | SG Flensburg-Handewitt | Bundesliga  | 34     | 83   | –       | 83       |
| 2019/20   | SG Flensburg-Handewitt | Bundesliga  | 24     | 29   | –       | 29       |
| 2001–2020 | gesamt                 | Bundesliga  | 543    | 2429 | 23      | 2406     |